# Johnnie Walker Championship 2011
Het golftoernooi Johnnie Walker Kampioenschap werd in 2011 gespeeld van 25-28 augustus op Gleneagles in Auchterarder, Schotland.
Het toernooi bestaat sinds 1999. In 2010 werd het gewonnen door Edoardo Molinari die drie birdies op de laatste drie holes maakte en daardoor werd opgenomen in het team van de Ryder Cup, waar zijn broer Francesco al een plaats had.

## Verslag
Het wordt altijd gememoreerd als een speler zijn 500ste toernooi speelt. Ditmaal was dit Phillip Price. 
De eerste ronde werd door 63 spelers onder par gespeeld. Mark Foster maakte 66 en ging aan de leiding. Na de derde ronde stond Foster nog steeds aan de leiding, ditmaal samen met Ignacio Garrido, die in de laatste ronde zeer wisselvallig speelde en ondanks zes bogeys nog op de 8ste plaats eindigde.
Het toernooi eindigde in een play-off met vijf spelers: Pablo Larrazábal, Bernd Wiesberger, Mark Foster, Thomas Bjørn en George Coetzee. De play-off werd alleen op hole 18 gespeeld. Na de eerste keer viel Wiesberger af, bij de tweede keer viel Larrazábal af, waarna de overige spelers hole 18 nogmaals moesten spelen, allen maakten een birdie. De vierde keer dat de hole gespeeld werd maakte Foster een bogey en viel af. De vijfde keer maakte alleen Bjørn een birdie en won het toernooi.
| Naam             | R1 | Score | Nr   | R2 | Score | Totaal | Nr | R3 | Score | Totaal | Nr | R4 | Score | Totaal | Nr |
| ---------------- | -- | ----- | ---- | -- | ----- | ------ | -- | -- | ----- | ------ | -- | -- | ----- | ------ | -- |
| Thomas Bjørn     | 68 | -4    | T5   | 69 | -3    | -7     | T2 | 71 | -1    | -8     | T3 | 69 | -3    | -11    | 1  |
| Mark Foster      | 66 | -6    | 1    | 71 | -1    | -7     | T2 | 68 | -4    | -11    | T1 | 72 | par   | -11    | T2 |
| Bernd Wiesberger | 68 | -4    | T5   | 71 | -1    | -5     | T  | 69 | -3    | -8     | T3 | 69 | -3    | -11    | T2 |
| Pablo Larrazábal | 70 | -2    | T24  | 68 | -4    | -6     | T  | 70 | -2    | -8     | T3 | 69 | -3    | -11    | T2 |
| George Coetzee   | 77 | +5    | T139 | 66 | -6    | -1     | T  | 67 | -5    | -6     | T  | 67 | -5    | -11    | T2 |
| Ignacio Garrido  | 67 | -5    | T2   | 69 | -3    | -8     | 1  | 69 | -3    | -11    | T1 | 74 | +2    | -9     | T9 |
| Maarten Lafeber  | 73 | +1    | T82  | 73 | +1    | +2     | MC |    |       |        |    |    |       |        |    |
| Tim Sluiter      | 74 | +2    | T92  | 71 | -1    | +1     | MC |    |       |        |    |    |       |        |    |

| Leider |  | Toernooirecord |  | MC = missed cut = cut gemist |  | WD = withdrawn = teruggetrokken |

## De spelers
| - Felipe Aguilar - Seve Benson - Thomas Bjørn - Richard Bland - Gaganjeet Bhullar - Liam Bond - Gary Boyd - Mark Brown - Alejandro Cañizares - Emanuele Canonica (2005) - Magnus A. Carlsson - Christian Cévaër - George Coetzee - Robert Coles - Rhys Davies - Carlos Del Moral - Robert Dinwiddie - David Dixon - Stephen Dodd - Andrew Dodt - Jamie Donaldson - Nick Dougherty - Bradley Dredge - David Drysdale - Victor Dubuisson - Simon Dyson - Rafa Echenique - Pelle Edberg - Johan Edfors - Borja Etchart - Niclas Fasth - Kenneth Ferrie - Richard Finch - Oliver Fisher - Ross Fisher - Oscar Florén - Mark Foster - Marcus Fraser - Florian Fritsch | - Lorenzo Gagli - Stephen Gallacher - Alfredo García Heredia - Ignacio Garrido - Jean-Baptiste Gonnet - Ricardo González - Tano Goya - Julien Guerrier - Joakim Haeggman - Matt Haines - Anders Hansen - Søren Hansen - Andreas Hartø - Grégory Havret (2008) - Oskar Henningsson - Michael Hoey - Keith Horne - David Howell - Jeppe Huldahl - Raphaël Jacquelin - Thongchai Jaidee - Scott Jamieson - Eirik Tage Johansen - Michael Jonzon - Alexandre Kaleka - Anthony Kang - Shiv Kapur - Simon Khan - Søren Kjeldsen (2000) - Mikko Korhonen - Maarten Lafeber - Barry Lane - Pablo Larrazábal - Paul Lawrie - Peter Lawrie - Steve Lewton - Shane Lowry - Mikael Lundberg - David Lynn | - Richard McEvoy - Paul McGinley - Ross McGowan - Damien McGrane - Edoardo Molinari (2010) - Francesco Molinari - James Morrison - George Murray - Matthew Nixon - Seung-yul Noh - Thomas Nørret - Shaun Norris - Steven O'Hara - Fredrik Ohlsson - José María Olazabal - Thorbjørn Olesen - Pedro Oriol - Wade Ormsby - Hennie Otto - Phillip Price - Jeev Milkha Singh - Tim Sluiter - Colin Montgomerie - Gary Orr - John Parry - Manuel Quiros - Richie Ramsay - Robert Rock - Brett Rumford - Elliot Saltman - Lloyd Saltman - Marcel Siem - Joel Sjöholm - Lee Slattery - Graeme Storm - Scott Strange - Mark Tullo - Miles Tunnicliff (2004) - Jaco Van Zyl | - Alvaro Velasco - Stuart Manley - Pablo Martín - Simon Wakefield - Anthony Wall - Marc Warren (2007) - Romain Wattel - Steve Webster - Peter Whiteford - Martin Wiegele - Bernd Wiesberger - Danny Willett - Oliver Wilson - Chris Wood - Fabrizio Zanotti - Julio Zapata - Matthew Zions Invitaties - Ian Redford - Adrian Otaegui - Jbe' Kruger - Rick Kulacz - Jordi Garcia - Marcus Both - Peter O'Malley Amateurs - James Byrne - James White Regionale Order of Merit - Chris Doak - Greig Hutcheon - Stephen Gray - Jason McCreadie - Scott Henderson - Paul McKechnie - Gareth Wright - David Patrick |